# Dimension Zero
Dimension Zero — шведський музичний метал-гурт, заснований у 1995 році на той час ще гітаристами In Flames Єспером Стрембладом та Гленном Юнгстремом під назвою Agent Orange, яку невдовзі було змінено на сучасну. Після запису низки EP та альбомів гурт призупинив активну діяльність у 2009 році, хоча офіційно про закриття проєкту не повідомлялося.

## Історія
Колектив було засновано у 1995 році під назвою Agent Orange, проте, не видавши жодного релізу, назву вирішено було змінити на Dimension Zero, якою вона й залишалася впродовж усього часу існування гурту. Засновники та основні ідеологи проєкту Єспером Стрембладом та Гленном Юнгстремом, що грали на той час у In Flames, планували втілити у новому дітищі ті задумки, які вони не могли реалізувати в силу різних причин в основному колективі. Стилістично це був також мелодійний дез-метал, проте, на відміну від музики In Flames, більш жорсткий та зі значними домішками треш-металу. У 1997 світ побачив перший міні-альбом гурту, що отримав назву Penetrations from the Lost World, однак після його видання музиканти прийняли рішення призупинити співпрацю через певні внутрішні проблеми.
У 2000 році учасники гурту зібралися знову, проте вже в дещо новому складі. Замість Фредріка Юганссона, що залишив колектив, новим гітаристом Dimension Zero став Даніель Антонссон з Soilwork. Протягом 2002 та 2003 років музиканти записують два альбоми поспіль: «Silent Night Fever» та «This Is Hell». Музичні критики починають зараховувати Dimension Zero до класики шведського мелодійного дез-металу на рівні з такими гуртами, як At the Gates, Dark Tranquillity та In Flames. Втім, на хвилі зростаючої популярності колектив залишає гітарист Гленн Юнгстрем, який вирішив дещо відійти від музичних справ та зайнятися справами сімейними.
Другу тривалу паузу в історії колективу було перервано у 2007 році виходом альбому «He Who Shall Not Bleed», записаному у найкращих традиціях гурту. Dimension Zero не гастролювали з 2004 року через постійну зайнятість усіх учасників у своїх основних проєктах, проте цю прикрість вирішено було виправити. Як сесійного бас-гітариста запросили Нікласа Андерссона, більш відомого як Vassago з блек-метал гурту Lord Belial. Разом з ним Dimension Zero дали низку концертів, серед яких слід виокремити участь у Wacken Open Air в серпні 2007 року. У інтерв'ю на початку 2009 року Йоке Єтберг говорив про Dimension Zero, як про реально існуючу бойову одиницю, проте з того часу про плани гурту на майбутнє нічого не чутно і жодної активності з їх боку також не помітно.

## Склад гурту
- Йоке Єтберг — вокал (1996–2009)
- Єспер Стремблад — бас-гітара / гітара (1995–2009)
- Даніель Антонссон — гітара (2002–2009)
- Ганс Нільссон — ударні (1996–2009)
- Ніклас Андерссон — бас-гітара (виступи наживо)

Колишні музиканти
- Фредрік Юганссон — гітара (1996–1998)
- Гленн Юнгстрем — гітара (1995–2003, 2005)

## Дискографія
| Альбом                           | Рік  | Формат | Лейбл          |
| -------------------------------- | ---- | ------ | -------------- |
| Screams from the Forest          | 1995 | Демо   |                |
| Penetrations from the Lost World | 1997 | EP     | War Music      |
| Silent Night Fever               | 2002 | Альбом | Regain Records |
| This Is Hell                     | 2003 | Альбом | Regain Records |
| He Who Shall Not Bleed           | 2007 | Альбом | Vic Records    |